# Oralisme
Ne doit pas être confondu avec Oralité.
 (avril 2013).
Si vous disposez d'ouvrages ou d'articles de référence ou si vous connaissez des sites web de qualité traitant du thème abordé ici, merci de compléter l'article en donnant les références utiles à sa vérifiabilité et en les liant à la section « Notes et références ».
L'oralisme est une méthode pour enseigner la langue orale (parlée) à des sourds.  L'oralisation est la capacité de la personne sourde à s'exprimer verbalement. Elle est souvent associée au langage parlé complété (LPC). Elle sert à communiquer avec les entendants.

## Pratique et histoire
Cette méthode a quelques problèmes : certains sourds ne pourront jamais oraliser de façon suffisamment compréhensible pour pouvoir communiquer efficacement avec des entendants alors que d’autres peuvent oraliser de façon tout à fait compréhensible. La réussite de l’oralisation dépend de plusieurs facteurs : du profil de la surdité, du milieu familial, de la méthode d’éducation choisie, de la rééducation, des appareillages.
Une querelle existe entre les oralistes et les signants qui utilisent la LSF. Cette querelle entre oralistes et « gestualistes » remonte au XVIIIe siècle, lorsque vers 1760, l'Abbé de L'Épée, qui a fait connaître au grand public la langue des signes, s'oppose à J-R. Péreire, un partisan de l'oralisation. L'abbé de L'Épée considère que l'énergie qui est mise en œuvre pour acquérir l'articulation de la parole est utilisée au détriment de l'acquisition d'autres connaissances. L'oralisme est alors abandonné mais fait son entrée à la Faculté de médecine en 1800. L'emploi conjoint des deux méthodes est alors recommandé, mais l'oralisme prend le dessus en 1880, et « la langue des signes est interdite dans la majorité des écoles spécialisées ». En 1991, la France reconnait officiellement le droit au bilinguisme.

## Histoire
En France, le courant de l'oralisme prend le pas sur l’enseignement de la Langue des signes française (LSF) au XIXe siècle. Durant les cent ans suivant le congrès de Milan de 1880, ce fut la seule méthode employée dans les écoles afin de mieux intégrer les sourds au monde des entendants selon les pro-oralismes.